# Cato T. Laurencin

Cato T. Laurencin

Cato Thomas Laurencin (* 15. Januar 1959 in Nord-Philadelphia) ist ein US-amerikanischer Mediziner (Chirurg, Orthopäde) und Chemieingenieur, der als einer der Begründer des Gebiets des Regenerative Engineering und als international anerkannter Experte in Biomaterialien gilt. Er ist Hochschullehrer an der University of Connecticut.
Laurencin, der Afroamerikaner ist und in Nord-Philadelphia aufwuchs, studierte Chemieingenieurwesen an der Princeton University mit dem Bachelor-Abschluss und Medizin an der Harvard Medical School mit dem M.D. Abschluss und er promovierte am Massachusetts Institute of Technology in Biotechnologie und biochemischem Ingenieurwesen. Seine Facharztausbildung als orthopädischer Chirurg erhielt er in Harvard und am Beth Israel Hospital (als Chief Resident). Er war Professor für orthopädische Chirurgie am University of Virginia Health System und ist Professor an der University of Connecticut, wo er auch Dekan der medizinischen Fakultät war.
Er war ein Pionier in der Entwicklung von Polymer-Keramik-Systemen für Knochen-Regeneration und Nanofasern für Geweberegeneration und entwickelte keramische Implantate und Techniken dafür. Von ihm stammt das Laurencin-Cooper ligament (LC ligament) für Regeneration des vorderen Kreuzbands, basierend auf einer abbaubaren Polymerfaser-Matrix, und ein ähnliches Verfahren für Verletzungen von Bändern des Schultergelenks.
Er hält zahlreiche Patente und gehört zu den hochzitierten Wissenschaftlern.
Laurencin ist Mitglied der National Academy of Sciences (2021), der National Academy of Engineering (2021), der National Academy of Medicine (2021), der Royal Academy of Engineering (2022), der Indian Academy of Sciences, der African Academy of Sciences und der chinesischen Akademie für Ingenieurwesen (2016). Er ist Mitglied der American Academy of Arts and Sciences (2019), auswärtiges Mitglied der Academia Europaea (2022) und erhielt 2022 den Order of St. Lucia. Er ist Fellow der American Chemical Society, des American Institute for Medical and Biological Engineering, der Biomedical Engineering Society, der American Academy of Orthopaedic Surgeons und des American College of Surgeons. 2018 wurde er Ehrendoktor der Mount Sinai School of Medicine.
Er erhielt den Nicolas Andry Award der Association of Bone and Joint Surgeons, 2009 den Pierre Galetti Award und 2013 den Technology, Innovation and Development Award der Society for Biomaterials. 2020 erhielt er den Von Hippel Award und 2019 den AAAS Philip Hauge Abelson Prize. 2014 erhielt er die National Medal of Technology and Innovation, er erhielt 2021 die Springarn Medal und die Hoover Medal. 2023 erhielt er die Priestley-Medaille, 2025 den Dickson Prize in Medicine und die Blaise-Pascal-Medaille.
Er ist Herausgeber der Zeitschrift Regenerative Engineering and Translational Medicine.
Er arbeitete auch als Arzt am Boxring.